# Giro del Mendrisiotto
O Giro del Mendrisiotto é uma corrida de ciclismo suíça disputada a Mendrisio, no cantão de Tessino. Criado data 1933, estava reservado aos corredores amadores até em 1995. De 2002 a 2004, pertence ao calendário menos de 23 anos do Union cycliste internationale (categoria 1.7.1). De 2005 a 2009, fez parte do UCI Europe Tour, na categoria 1.2, antes de voltar a uma carreira nacional em 2010.

## Palmarés
| Ano  | Ganhador             | Segundo            | Terceiro             |
| ---- | -------------------- | ------------------ | -------------------- |
| 1933 | Enrico Gerosa        |                    |                      |
| 1934 | Fausto Introzzi      |                    |                      |
| 1935 | Arturo Maestrani     |                    |                      |
| 1936 | Fermo Radaelli       |                    |                      |
| 1937 | Fermo Radaelli       |                    |                      |
| 1938 | Walter Diggelmann    |                    |                      |
| 1939 | Ernesto Kuhn         |                    |                      |
| 1947 | Franco Fanri         |                    |                      |
| 1949 | Remo Pianezzi        |                    |                      |
| 1950 | Hans Pfenninger      |                    |                      |
| 1951 | Rino Benedetti       |                    |                      |
| 1952 | Fausto Lurati        |                    |                      |
| 1953 | Attilio Moresi       |                    |                      |
| 1954 | Vittorio Mazzuchelli |                    |                      |
| 1955 | Armando Ceroni       |                    |                      |
| 1956 | Adriano De Gasperi   |                    |                      |
| 1957 | Alfred Rüegg         |                    |                      |
| 1958 | Giancarlo Poiano     |                    |                      |
| 1959 | Arturo Sabadin       |                    |                      |
| 1960 | Rolf Maurer          |                    |                      |
| 1961 | Jean Jourden         |                    |                      |
| 1962 | Robert Hintermüller  |                    |                      |
| 1963 | Fatton Gilbert       |                    |                      |
| 1964 | Hans Luethi          |                    |                      |
| 1965 | Hans Luethi          |                    |                      |
| 1966 | Vladimiro Palazzi    |                    |                      |
| 1967 | Walter Richard       |                    |                      |
| 1968 | Arthur Schlatter     |                    |                      |
| 1969 | Franco Maietti       |                    |                      |
| 1970 | Germano Mignami      |                    |                      |
| 1971 | Josef Fuchs          |                    |                      |
| 1972 | Xaver Kurmann        |                    |                      |
| 1973 | Robert Thalmann      |                    |                      |
| 1974 | Ivan Schmid          |                    |                      |
| 1975 | Roland Schär         |                    |                      |
| 1976 | Gabriele Mirri       |                    |                      |
| 1977 | Gilbert Glaus        |                    |                      |
| 1978 | Stefan Mutter        |                    |                      |
| 1979 | Kurt Ehrensperger    |                    |                      |
| 1980 | Gilbert Glaus        |                    |                      |
| 1981 | Gilbert Glaus        |                    |                      |
| 1982 | Jürg Bruggmann       |                    |                      |
| 1983 | Richard Trinkler     |                    |                      |
| 1984 | Benno Wiss           |                    |                      |
| 1985 | Thomas Wegmüller     |                    |                      |
| 1986 | Stephen Hodge        |                    |                      |
| 1987 | Daniel Huwyler       |                    |                      |
| 1988 | Scott Sunderland     |                    |                      |
| 1989 | Barney Saint Georges |                    |                      |
| 1990 | Pascal Jaccard       |                    |                      |
| 1991 | Daniel Huwyler       |                    |                      |
| 1992 | Sergueï Outschakov   |                    |                      |
| 1993 | Christian Andersen   |                    |                      |
| 1994 | Peter Luttenberger   |                    |                      |
| 1995 | Ralph Gartmann       |                    |                      |
| 1996 | Salvatore Commesso   | Nicolaj Bo Larsen  | Felice Puttini       |
| 1997 | Beat Zberg           | Danilo Di Luca     | Mauro Radaelli       |
| 1998 | Felice Puttini       | Romāns Vanštiño    | Markus Zberg         |
| 1999 | Valentino Fois       | Luca Paolini       | Guido Trentin        |
| 2000 | Felice Puttini       | Patrick Calcagni   | Pietro Pellizzotti   |
| 2001 | Alexandre Moos       | Bert Grabsch       | Massimo Donati       |
| 2002 | Ruslan Gryschenko    | Giairo Ermeti      | Mariusz Wiesiak      |
| 2003 | Mariusz Wiesiak      | Mauro Santambrogio | Laurent Mangel       |
| 2004 | Giuseppe De Maria    | Carl Naibo         | Andrij Pryschtschepa |
| 2005 | Michele Maccanti     | Daniel Contrini    | Mauro Santambrogio   |
| 2006 | Daniele De Paoli     | Adam Hansen        | Ivan Fanelli         |
| 2007 | Andreas Dietziker    | Luca Solari        | Emanuele Bindi       |
| 2008 | Eddy Serri           | Enrico Rossi       | Wesley Sulzberger    |
| 2009 | Ignatas Konovalovas  | Daniele Callegarin | Péter Kusztor        |
| 2010 | Andreas Dietziker    | Péter Kusztor      | Michael Bär          |
| 2011 | Mirco Saggiorato     | Nicolas Schnyder   | Jonathan Fumeaux     |
| 2012 | Marcel Aregger       | Claudio Imhof      | Matteo Azzolini      |

 
|}